# کوفروگلیپتین
کوفروگلیپتین (انگلیسی: Cofrogliptin) یک مهارکننده دی‌پپتیدیل پپتیداز-۴ (DPP4) طولانی اثر است که هر دو هفته یک بار مصرف می‌شود.